# Pantipampa
Koordinaten: 22° 45′ 19″ S, 65° 13′ 10″ W

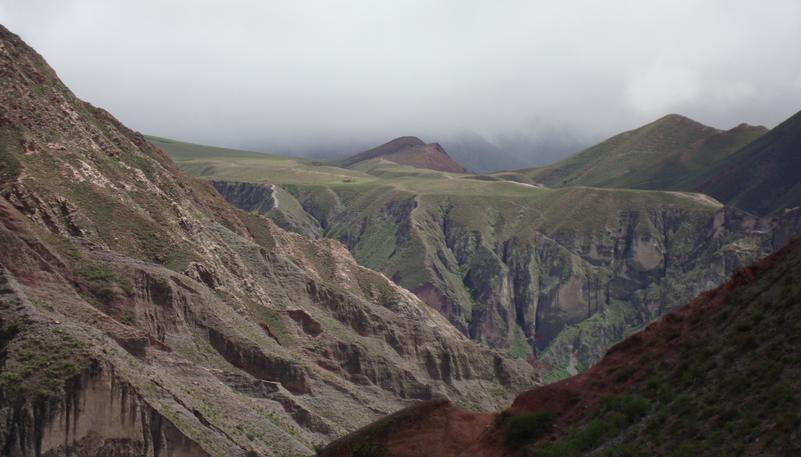
Pantipampa von Iruya aus gesehen

Pantipampa oder Panti Pampa heißt eine Hochfläche im Departamento Iruya in der Provinz Salta im Nordwesten Argentiniens. Sie liegt 4 km nördlich des Dorfes Iruya und 2 km östlich des Dorfes San Isidro. Von dort ist sie über einen steilen Fußweg zu erreichen.
Auf der Hochfläche befinden sich zwei Hütten; im Sommer stellen ortsansässige Hirten hier Käse her.
Der Namensbestandteil Pampa kommt aus dem Quechua und bedeutet Fläche oder Ebene.